# Dostępność (informatyka)
Dostępność (ang. availability) – właściwość określająca, że zasób systemu teleinformatycznego jest możliwy do wykorzystania na żądanie, w założonym czasie, przez podmiot uprawniony do pracy w systemie teleinformatycznym.
Stanowi jedną z podstawowych właściwości bezpieczeństwa informacji.